# Film sportowy

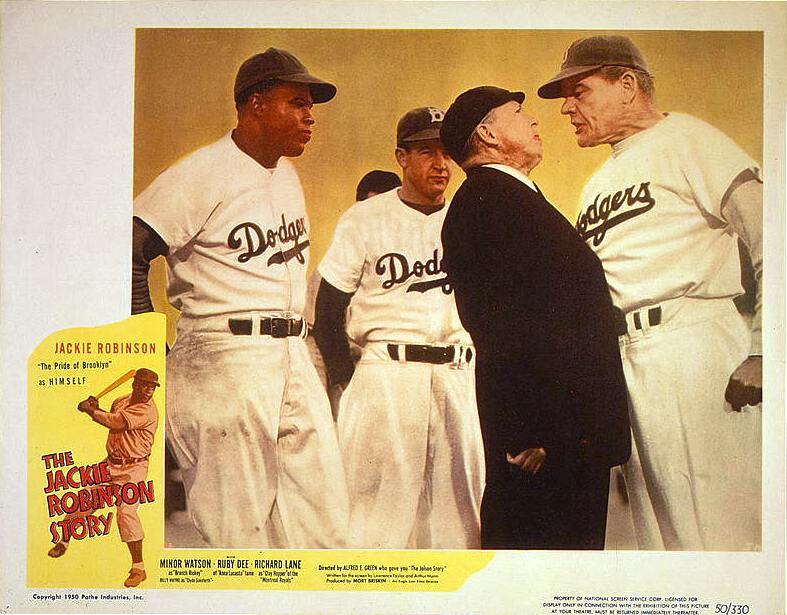
Kartka promocyjna z filmu The Jackie Robinson Story (1950)

Film sportowy – gatunek filmu fabularnego, którego akcja i tematyka związana jest ze sportem. Zapoczątkowany w 1915 w niemym filmie Charlie bokserem z udziałem Charliego Chaplina.